# Synagelides birmanicus
Synagelides birmanicus är en spindelart som beskrevs av Andrzej Bohdanowicz 1987. Synagelides birmanicus ingår i släktet Synagelides och familjen hoppspindlar. Inga underarter finns listade i Catalogue of Life.